# 커링링
커링링 (중국어 간체자: 柯玲玲, 병음: kē línglíng, 한자음: 가령령, 1951년 - )은 광둥성 푸닝시 출신으로, 전 영국 주재 중국 대사 커화의 딸이며, 중국 공산당 시진핑의 첫 아내이다.

## 개인 생활
2019년 1월 초, 아버지 커화가 베이징에서 사망하자, 시진핑의 어머니 치신, 남동생 시웬핑이 화환을 보내 애도를 표했다. 1월 8일, 팔보산 장례싲강에서 열린 영결식에서 시진핑, 리커창, 왕양 등 당과 국가 지도자들이 조화를 보냈다. 5월 17일 오전, 중국공산당 게양시 상무위원인 장시의 푸닝시 당서기는 "귀향한 전 국무원 홍콩마카오판공실 당 조직원이자 고문인 커화의 딸인 커링링 일행을 만났습니다"라고 했다. 현지 간부가 이번 만남에서 좌담회에 참여했다.

## 시진핑과의 결혼
커링링과 시진핑은 1979년에 결혼했지만, 생각외로 두 사람은 잘 맞지 않았고, 시진핑은 영국으로 이주하려는 커링링과 동행하는 것을 거부했다. 1982년에 두 사람은 이혼을 하면서, 3년간의 결혼 생활을 끝마쳤다. 두 사람 사이에서는 아이가 없다. 이혼한 후, 커링링은 영국으로 이민을 갔고, 시진핑은 1987년에 가수 펑리위안과 샤먼에서 결혼했다. 2010년, 독일 슈피겔이 위키리스크를 인용해 잇달아 공개한 미국 외국 밀보에 따르면, 시진핑의 첫 결혼을 즐겁지 않았다고 한다. 그는 일찍이 전 주영 중국 대사 커화의 딸 커링링과 결혼햇지만, 그들은 북경에서 "거의 밤낮으로 싸웠다"며, 결국 이혼하고 커링링은 영국으로 돌아갔다.

## 참고문헌
1. ↑  王淨文 (2018년 7월 4일). “揭祕 七常委背後的女人 三人最神祕 一人離奇”. 2021년 1월 15일에 원본 문서에서 보존된 문서.
2. ↑  撰文：吳梓楓 (2019년 1월 4일). “【習近平前岳父】著名外交官柯華逝世　習近平母親及胞弟送花圈” (중국어 정체). 香港01网站. 2021년 5월 1일에 원본 문서에서 보존된 문서. 2021년 5월 1일에 확인함.
3. ↑  “柯华同志遗体送别仪式1月8日在京举行” (중국어 간체). 搜狐网. 2019년 1월 9일. 2021년 5월 1일에 원본 문서에서 보존된 문서. 2021년 5월 1일에 확인함.
4. ↑  “张时义会见柯华女儿柯林林一行” (중국어 간체). 南方网，来源：普宁发布，普宁电视台. 2019년 5월 17일. 2021년 5월 1일에 원본 문서에서 보존된 문서. 2021년 5월 1일에 확인함. 17日上午，揭阳市委常委、普宁市委书记张时义会见回乡探亲的原国务院港澳办公室党组成员、顾问柯华的女儿柯林林一行。[……]柯林林说[……]她们深有感触。作为外出乡亲[……]汕头市政协副主席蔡佩侬，揭阳市政协副主席李健，市委办以及座谈会。
5. ↑  “兩次婚姻 與前妻天天爭吵”. 蘋果日報 (香港). 2011년 10월 25일. 2017년 9월 25일에 원본 문서에서 보존된 문서. 2020년 5월 20일에 확인함.
6. ↑  “维基解密爆 中国接班人习近平不好色 没兴趣民主改革”. 《中国数字时代》 (중국어 (중국)). 2010년 12월 7일. 2023년 3월 12일에 원본 문서에서 보존된 문서.